# Кръгла маса в България
Кръгла маса в България, известна също като Национална кръгла маса, е кръгла маса за политически консултации, проведена в България от 3 януари до 14 май 1990, по подобие на други страни от вече бившия Източен блок при падането на комунистическите режими в Източна Европа. На тези консултации управляващите и опозицията се договарят как да бъде осъществен преходът към демокрация и пазарна икономика. Заседанията на Кръглата маса се предават директно по програма „Хоризонт“ на Българското национално радио, а вечер след „По света и у нас“ по БНТ се излъчва репортаж за заседанието през деня. Основните резултати са премахването на член 1 от старата конституция, разпускане на политическата полиция (част от бившата Държавна сигурност), деполитизиране на армията, полицията, съда, прокуратурата и дипломацията, разпускане на организациите на БКП по месторабота. Премахнат е Държавният съвет и на негово място е учредена президентска институция. Взето е и решение за свикване на VII велико народно събрание, което да изработи нова конституция.

## Хронология
След преврата на 10 ноември събитията започват да се развиват стремително. Влиянието на опозицията, съставена от различни неформални сдружения и възстановени опозиционни партии, стремително нараства. На 18 ноември е проведен първият свободен митинг, организиран от КТ „Подкрепа“ и „Екогласност“ на площада пред Храм-паметника „Свети Александър Невски“. На 7 декември е създаден СДС – коалиция от новосъздадени политически организации. В същото време БКП започва вътрешно обсъждане в посока на отслабване на монопола си върху властта (на свой пленум на 11 – 13 декември ЦК на БКП предлага отмяна на член 1 от Конституцията, а на 14 декември в Народното събрание е внесен съответният проектозакон). В същото време започват да се провеждат митинги, свикани от опозицията, на които се настоява за по-бърза процедура на премахване на чл. 1 и за деполитизация на държавните институции.
Според Димитър Луджев предложението за кръгла маса е направено от СДС на 19 декември, и макар в началото БКП да е била против , след това започва консултации за организирането на национална кръгла маса с казионните политически и обществени организации, синдикатите и творческите съюзи, а след две седмици, на 3 януари 1990 г. и с представители на опозицията. СДС обаче отказва да преговаря с ОФ, профсъюзите и ДКМС поради тесните им връзки с комунистическата партия и затова се решава страните да са две: БКП и СДС, които имат право да включват и други страни в квотите си. Подготвителните срещи са проведени на 18 и 19 януари, като на 18 януари е издаден брой първи на бюлетин „Кръгла маса“ Първото пленарно заседание е на 22 януари в НДК, като в нощта преди неговото откриване излиза първият вестник на СДС „Кръгла маса“.
Според Желю Желев при дебатите делегацията на БКП иска перестройка по модела на Горбачов, която да реформира социалистическата система, за да я приспособи към новите реалности и да я демократизира, докато опозицията счита тази идея за утопична и иска премахване на социалистическата система изобщо, защото тя не подлежи на демократизация поради тоталитарния си характер.
На 12 март са подписани три споразумения – за ролята и статута на кръглата маса, за политическата система и за гарантиране на мирното развитие на прехода. Тогава Александър Йорданов за пръв път произнася станалата впоследствие крилата фраза „Днес е прекрасен ден за българската демокрация“.
Между 3 януари и 15 май 1990 г. кръглата маса заседава 19 пъти. В началото участниците се обръщат един към друг с „другарю“. Първа Елка Константинова, лидер на радикалдемократите, се обръща на 23 януари към Андрей Луканов с „господин“, а той ѝ отвръща с „госпожо“.

## Резултати
За четирите месеца работа основните постижения на кръглата маса са:
- Отпада чл. 1 от конституцията за ръководната роля на БКП с трите му алинеи, включително и социалистическият характер на българската държава; узаконява се многопартийната система;
- Разпуснато е Шесто управление на Държавна сигурност, една от структурите, следила интелигенцията и инакомислещите;
- Премахнати са първичните партийни организации на БКП в предприятията, учрежденията, учебните заведения и ТКЗС-тата, т.е. разкъсано е срастването на партия и държава, което прави политическата система тоталитарна;
- Взема се решение за деполитизация на армията, полицията, съда, прокуратурата, дипломатическия корпус;
- Премахнат е Държавният съвет и на негово място се въвежда президент на България;
- Приема се провеждането на избори за Велико Народно събрание, което да изработи нова конституция.

Кръглата маса е успех за БКП, защото тя съумява да създаде впечатление, че е поделила отговорността за съдбините на България с демократите и е умерен и благоразумен партньор. Същевременно нейните дейци запазват пълен контрол над управлението, над процеса на промени и над финансовите ресурси. Това дава възможност за подготовка на предстоящите избори.
Кръглата маса е успех и за СДС, защото носи официалното му признание и лицата и имената на опозиционните лидери стават известни. Изказванията им по националните медии срещу тоталитаризма са истинско чудо за широката публика и доказателство, че може да се говори свободно. От друга страна, заседанията на Кръглата маса отклоняват вниманието на СДС от изграждането на организационна мрежа в страната и от подготовката на предстоящите избори.
Кръглата маса обаче се съсредоточава върху политическата рамка на промените и почти не дискутира икономическите реформи и смяната на собствеността. Битката се води предимно на идеологическия фронт, а не на полето на финансите и икономиката.

## Оценки
Главните демократически промени в България са извоювани от опозицията благодарение на упорита и последователна борба. Според Желю Желев
| „ | Кръглата маса е най-успешният и най-плодотворен период на българския преход. На нея в рамките на четири месеца и половина беше разградена цялата политическа система на тоталитарния комунистически режим, изграждан в България в продължение на близо 45 години | “ |

Според други български оценки тя е „пореден заговор срещу интересите на народа“, „жестоко предателство към стремежа на преобладаващата част от нацията да се освободи от комунистите“, но и „ключов фактор в осигуряване на съгласие помежду съревноваващите се политически сили, допринесли за постигането на национално единство“ или сполучлив опит на тоталитарната система да забави реформите за колкото се може по-дълъг период от време.
Според Румен Данов Кръглата маса е умен механизъм, полузаконен и почти антиконституционен опит на реформаторските сили в БКП да надделеят над консерваторите, като размахат плашилото на страшната опозиция и на Москва.